# Vlag van Oudenburg
De Vlag van Oudenburg is de vlag van de Belgische gemeente Oudenburg. De vlag bestaat uit een gele achtergrond en vertoont een groot rood kasteel met poort en valhek. Het kasteel heeft drie torens en is voorzien van witte raampjes. In de poort, onder het valhek, is een wit wapenschildje te zien met rode horizontale banen en een blauwe staande leeuw.

## Geschiedenis
Na de fusie van Oudenburg met Ettelgem, Roksem en Westkerke (1977) koos Oudenburg voor het vroegere wapen uit 1843. Het schild werd evenwel getopt met een stedenkroon - Oudenburg is een stad met stadsrechten en behoort tot de versterkte steden van Vlaanderen. - en kreeg twee schildhouders: twee heiligen die in verband te brengen zijn met de geschiedenis. Het gaat om Sint-Arnoldus (patroon van de stad Oudenburg en stichter van de Sint-Pietersabdij aldaar) en Sint Bertinus (herinnerend aan de Sint-Bertinusabdij van Sint-Omaars die gronden, altaren en rechten bezat in Ettelgem, Roksem en Westkerke). De vlag en het wapen werd door de gemeenteraad op 29 oktober 1987 officieel vastgesteld. Op 1 maart 1988 werd hij door het Bestuur van Vlaanderen bevestigd en uiteindelijk gepubliceerd op 16 september 1988 in het officiële Belgisch Staatsblad. Het oudst bekende zegel van de stad dateert uit 1226.
Officieel wordt de vlag beschreven als:
Geel met een rood geopend kasteel met opgetrokken valdeur en drie gedekte torens, gemetseld, verlicht en getopt met een bol van wit, de benedenhelft van de poort beladen met een schild, gedwarsbalkt van acht stukken van wit en van rood, met een blauwe leeuw over alles heen.
Officieel wordt het wapen beschreven als:
In goud een geopend kasteel met opgetrokken valdeur en drie gedekte torens van keel, gemetseld, verlicht en getopt met een bol van zilver, de benedenhelft van de poort beladen met een schild, geschaakt in vijf rijen van zilver en van lazuur. Het schild getopt met een stedekroon met vijf torentjes en gehouden door een Sint-Arnold en een Sint-Bertijn, alles van goud.
Dit laatste is in feite het wapen van Brugge omdat Oudenburg tot de smalle steden van de Brugse kasselrij behoorde. De aanwezigheid ervan op de vlag verwijst naar de deelgemeente Roksem, die in 1938 dit wapen kreeg.
Ettelgem en Westkerke hebben nooit een wapen gehad. Wel gebeurde vlak voor de fusie in 1977 een poging van de gemeente Westkerke om nog een wapen te maken. Zij kozen voor een schilddragende Sint-Bertijn met het wapen van het Brugse Vrije omdat zij tijdens het Ancien Régime onder toezicht stonden van deze kasselrij. Dit wapen werd omwille van de nakende fusie niet meer aanvaard, waardoor Westkerke officieel dus ook geen wapen heeft gehad. Het wapen van Roksem werd ten andere destijds ook door een Sint-Bertijns (blootshoofds, gekleed van zilver, zegenend en met een staf van goud, het aangezicht en de handen van vleeskleur) gedragen.

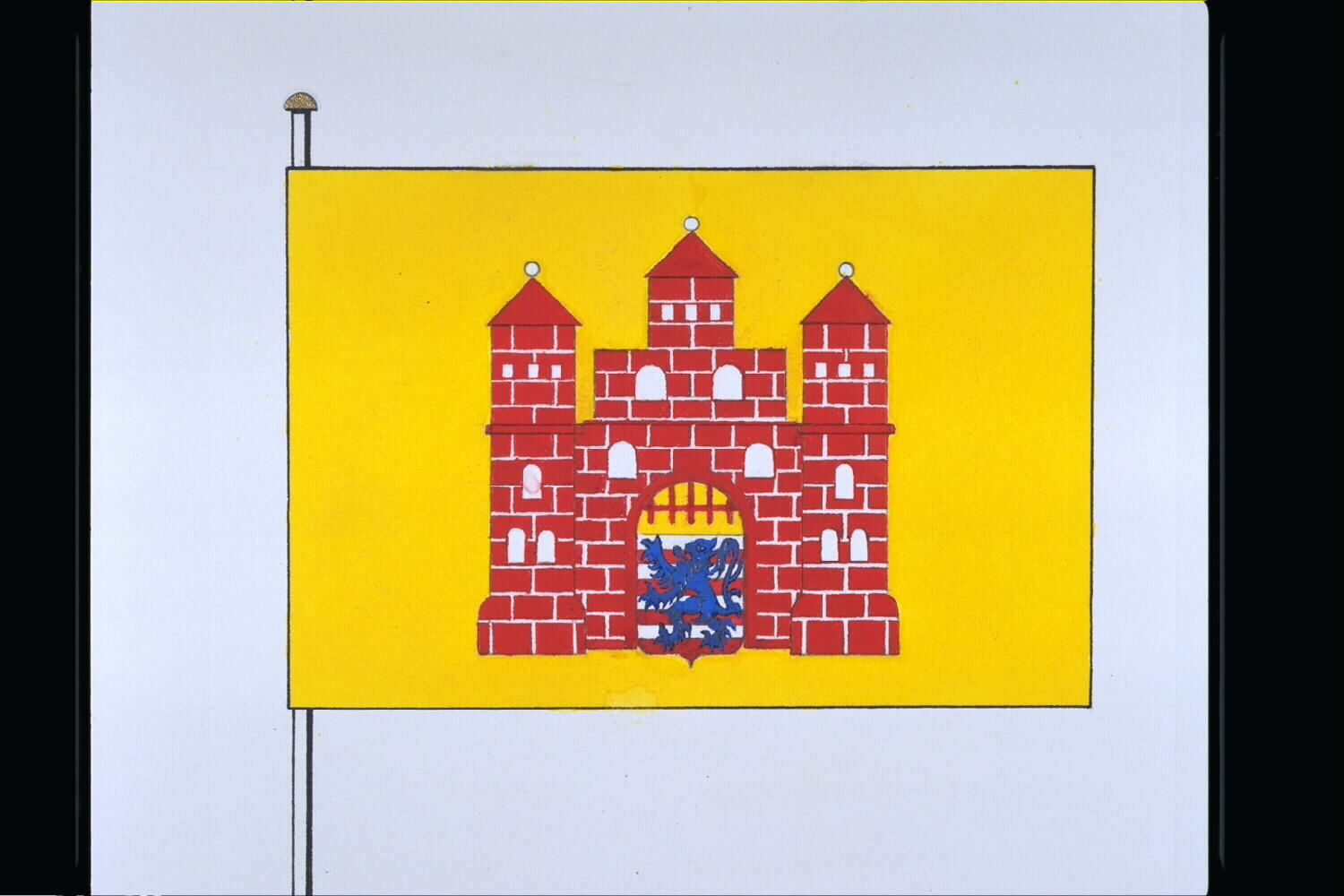
Officiële tekening van de vlag
Wapen van Brugge